# مالابو

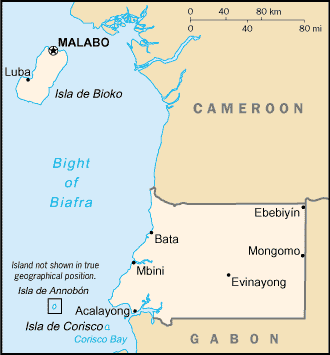
موقع مدينة مالابو

مالابو (بالإنجليزية: Malabo) هي عاصمة غينيا الاستوائية. تقع على الساحل الشمالي لجزيرة بيوكو. يبلغ عدد سكانها حوالي 100 ألف نسمة.

## التاريخ
أسس البريطانيون الذين كانوا قد استأجروا الجزيرة من إسبانيا المدينة عام 1827 م وأسموها بورت كلايرنس. استخدمت المدينة كقاعدة بحرية للقضاء على تجارة العبيد في أفريقيا. العديد من العبيد المحررين استقروا في المنطقة مؤقتا ثم انتقلوا إلى سيراليون بلد العبيد المحررين. كما يدعون وكان البريطاني هو ضرب أحد مصادر الدول الأخرى ونقل العبيد لاستعمار أمريكا بحجة تحريرهم وأبقاء قاعدة رئيسية لتجارتهمفي الخفاء

## المناخ
يظهر الجدول التالي التغييرات المناخية على مدار السنة لمالابو:
| البيانات المناخية لـمالابو        | البيانات المناخية لـمالابو | البيانات المناخية لـمالابو | البيانات المناخية لـمالابو | البيانات المناخية لـمالابو | البيانات المناخية لـمالابو | البيانات المناخية لـمالابو | البيانات المناخية لـمالابو | البيانات المناخية لـمالابو | البيانات المناخية لـمالابو | البيانات المناخية لـمالابو | البيانات المناخية لـمالابو | البيانات المناخية لـمالابو | البيانات المناخية لـمالابو |
| الشهر                             | يناير                      | فبراير                     | مارس                       | أبريل                      | مايو                       | يونيو                      | يوليو                      | أغسطس                      | سبتمبر                     | أكتوبر                     | نوفمبر                     | ديسمبر                     | المعدل السنوي              |
| --------------------------------- | -------------------------- | -------------------------- | -------------------------- | -------------------------- | -------------------------- | -------------------------- | -------------------------- | -------------------------- | -------------------------- | -------------------------- | -------------------------- | -------------------------- | -------------------------- |
| الدرجة القصوى °م (°ف)             | 34.2 (93.6)                | 35.3 (95.5)                | 34.5 (94.1)                | 36.5 (97.7)                | 34.0 (93.2)                | 32.5 (90.5)                | 31.5 (88.7)                | 32.0 (89.6)                | 32.5 (90.5)                | 32.5 (90.5)                | 32.5 (90.5)                | 33.5 (92.3)                | 36.5 (97.7)                |
| متوسط درجة الحرارة الكبرى °م (°ف) | 31.1 (88.0)                | 31.8 (89.2)                | 31.3 (88.3)                | 31.3 (88.3)                | 30.5 (86.9)                | 29.5 (85.1)                | 28.4 (83.1)                | 28.0 (82.4)                | 28.1 (82.6)                | 28.8 (83.8)                | 29.8 (85.6)                | 30.8 (87.4)                | 30.0 (86.0)                |
| المتوسط اليومي °م (°ف)            | 26.9 (80.4)                | 27.7 (81.9)                | 27.6 (81.7)                | 27.2 (81.0)                | 26.7 (80.1)                | 25.9 (78.6)                | 25.3 (77.5)                | 25.0 (77.0)                | 25.1 (77.2)                | 25.5 (77.9)                | 26.1 (79.0)                | 26.6 (79.9)                | 26.3 (79.3)                |
| متوسط درجة الحرارة الصغرى °م (°ف) | 23.0 (73.4)                | 23.9 (75.0)                | 24.1 (75.4)                | 23.8 (74.8)                | 23.5 (74.3)                | 23.3 (73.9)                | 23.2 (73.8)                | 23.1 (73.6)                | 22.8 (73.0)                | 22.9 (73.2)                | 23.0 (73.4)                | 22.7 (72.9)                | 23.3 (73.9)                |
| أدنى درجة حرارة °م (°ف)           | 17.0 (62.6)                | 16.5 (61.7)                | 15.5 (59.9)                | 16.5 (61.7)                | 15.0 (59.0)                | 18.0 (64.4)                | 17.1 (62.8)                | 15.0 (59.0)                | 18.5 (65.3)                | 17.6 (63.7)                | 19.0 (66.2)                | 17.5 (63.5)                | 15.0 (59.0)                |
| معدل هطول الأمطار مم (إنش)        | 28.9 (1.14)                | 70.6 (2.78)                | 102.7 (4.04)               | 155.7 (6.13)               | 227.1 (8.94)               | 260.8 (10.27)              | 202.0 (7.95)               | 177.1 (6.97)               | 250.1 (9.85)               | 254.3 (10.01)              | 100.3 (3.95)               | 39.6 (1.56)                | 1٬869٫1 (73.59)            |
| متوسط الأيام الممطرة (≥ 1.0 mm)   | 3.5                        | 4.6                        | 9.8                        | 12.0                       | 17.2                       | 19.0                       | 17.5                       | 14.8                       | 20.6                       | 19.5                       | 10.3                       | 4.0                        | 152.7                      |
| متوسط الرطوبة النسبية (%)         | 83                         | 83                         | 84                         | 84                         | 87                         | 89                         | 90                         | 89                         | 91                         | 90                         | 88                         | 84                         | 87                         |
| ساعات سطوع الشمس الشهرية          | 120.9                      | 121.5                      | 108.5                      | 114.0                      | 99.2                       | 66.0                       | 43.4                       | 52.7                       | 48.0                       | 71.3                       | 87.0                       | 117.8                      | 1٬050٫3                    |
| ساعات سطوع الشمس اليومية          | 3.9                        | 4.3                        | 3.5                        | 3.8                        | 3.2                        | 2.2                        | 1.4                        | 1.7                        | 1.6                        | 2.3                        | 2.9                        | 3.8                        | 2.9                        |
| المصدر: الأرصاد الجوية الألمانية  |                            |                            |                            |                            |                            |                            |                            |                            |                            |                            |                            |                            |                            |

## توأمة
لمالابو اتفاقيات توأمة مع:
- غوادالاخارا

## أعلام
- ميغيل جونز
- فيديريكو أوباما
- ميغيل ابيا بيتيو بوريكو
- إلسا لوبيز
- إنريك بولا سينوبوا
- ألفارو سيرفيرا